# Crhovský mlýn
Crhovský mlýn v Crhově v okrese Blansko je vodní mlýn, který stojí v západní části obce na Crhovském potoce. Je chráněn jako nemovitá kulturní památka České republiky.

## Historie
Mlýn je doložen v písemných pramenech ze 14. století. V seznamu vodních děl z roku 1930 již zapsán není.

## Popis
Areál se skládá z roubené patrové budovy mlýna, hospodářských budov a trojstranného dvora uzavřeného bránou. V zadní části stavby se nachází dřevěný portálek.